# Fuxin
Fuxin (IPA: [fū'shĭn']) is een stadsprefectuur in de provincie Liaoning in noordoostelijk China ten westnoordwesten van Shenyang. Het is een mijnbouwcentrum, te midden van een landbouwgebied. Er wonen 1.930.000, waarvan 785.000 mensen in de stad zelf.
In Fuxin ligt de Technische Universiteit Liaoning.
Fuxin is via een belangrijke nationale snelweg verbonden met Peking en Shenyang.

## Geboren
- Ma Ning (1979), voetbalscheidsrechter